# Тихув-Новий
Тихув-Новий (пол. Tychów Nowy) — село в Польщі, у гміні Міжець Стараховицького повіту Свентокшиського воєводства.
Населення — 824 особи (2011).
У 1975-1998 роках село належало до Келецького воєводства.

## Демографія
Демографічна структура на день 31 березня 2011 року:
|          | Загалом | Допрацездатний вік | Працездатний вік | Постпрацездатний вік |
| -------- | ------- | ------------------ | ---------------- | -------------------- |
| Чоловіки | 426     | 93                 | 282              | 51                   |
| Жінки    | 398     | 82                 | 217              | 99                   |
| Разом    | 824     | 175                | 499              | 150                  |